# Nedzseftet
Nedzseftet („a gránátalmafához tartozó”) ókori egyiptomi királyné volt, akit a VI. dinasztiabeli I. Pepi fáraó szakkarai piramiskomplexumától délre talált reliefeken említenek (közel Inenek-Inti piramisához). Valószínűleg Pepi felesége volt. Neve megegyezik a hérakleopoliszi nomosz korabeli nevével; lehetséges, hogy onnan származott, és a házassággal a fáraó hatalmát akarta megerősíteni az egyre erősebbé váló helyi nemesemberekkel szemben.
Címei: A jogar úrnője (wrt-ḥts), Aki látja Hóruszt és Széthet (m33t-ḥrw-stš), Nagy tiszteletben álló (wrt-ḥzwt), A király felesége (ḥmt-nỉswt), A király szeretett felesége (ḥmt-nỉswt mrỉỉt=f), Hórusz segítője (ḫt-ḥrw).